# Economía de Santa Elena
La economía de la isla de Santa Elena depende en gran medida de la ayuda financiera del Reino Unido, que ascendió a unos $ 5 millones en 1998. La población de Santa Elena obtiene ingresos de la pesca, la cría de ganado y la venta de artesanías. Debido a que hay pocos puestos de trabajo, una gran proporción de la fuerza de trabajo ha salido a buscar empleo en el extranjero.
AUna campaña está en marcha (reportado en la BBC Radio 4, programa Today, 10 de julio de 2004) para estimular la emigración del Reino Unido a Santa Elena para ayudar al desarrollo de la economía. El gobierno británico anunció su intención a principios de 2005 para financiar la construcción de un aeropuerto internacional en la isla en 2010. En 2009, el gobierno pospuso los planes, mientras que el Reino Unido estaba en recesión. Se estima que el costo total de la construcción sería de más de 300 millones de libras.
El producto interno bruto (PIB) de Santa Elena por paridad de poder adquisitivo durante los años 1994/5 fue de US$13.9 millones, y la cifra per cápita fue de $ 2.000. El ejercicio financiero se ejecuta en Santa Elena del 1 de abril al 31 de marzo. El presupuesto de Santa Elena ha tenido ingresos de $ 11,2 millones, con un costo de $ 11 millones en el ejercicio que finalizó 1993.

## Industria
Santa Elena posee industrias de construcción, de artesanía (incluyendo mobiliario y encajes), y las industrias pesqueras.

### Fuerza de trabajo
A partir de 1991, Santa Elena tiene una fuerza laboral de 2.416. Una gran proporción de la fuerza de trabajo, sin embargo, buscar empleo en el extranjero. De la mano de obra, el 6% son empleados en la agricultura y la pesca, el 48% en la industria (principalmente la construcción) y el restante 46% se emplean en la industria de servicios. En 1996, la tasa de desempleo fue del 18%.

### Electricidad
En 1998, la producción de Santa Elena de energía fue de 6 GWh, conforme a su consumo, de los cuales 90% fue producido por los combustibles fósiles y el 10% restante por los aerogeneradores.

### Agricultura
Los principales productos agrícolas de Santa Elena son: maíz, patatas, hortalizas; madera; pescado y cangrejo de río (de Tristán de Acuña).

## Exportaciones
En 1995, las exportaciones fueron por un valor de $704,000, con los productos básicos exportados, incluyendo: pescado (congelados, enlatados, secos con sal y atún), el café, la artesanías y el Espíritu Tungi. Sus socios de exportación son Sudáfrica y el Reino Unido.

## Importaciones
$ 14,434 millones de las importaciones se realizaron en 1995, los productos importados son: alimentos, bebidas, tabaco, fueloil, alimentos para animales, materiales de construcción, motor y otras partes de vehículos,y partes de maquinaria. Los socios de Santa Elena de importación, al igual que sus socios de exportación, son Sudáfrica y el Reino Unido.

## Ayuda económica
Santa Elena recibió $ 12,6 millones en ayuda en 1995, y, en 1997, $ 5,3 millones del Reino Unido.

## Moneda
La moneda local es la libra de Santa Helena, que equivale a 100 peniques, y está a la par de la libra esterlina. El gobierno acuña sus propias monedas y billetes.
Los servicios bancarios en Santa Elena (y la isla Ascensión) son proporcionados por el Banco de Santa Elena, que ofrece un servicio completo de banca minorista, de particulares y a las empresas, y al comercio de Santa Elena.